# Боровицы (Владимирская область)
Боровицы — село в Муромском районе Владимирской области России, входит в состав Борисоглебского сельского поселения.

## География
Село расположено в 33 км на северо-восток от центра поселения села Ковардицы и в 55 км на северо-восток от райцентра города Муром.

## История
Первые сведения о церкви во имя Николая Чудотворца в селе Боровицы находятся в окладных книгах Рязанской епархии за 1678 год. В 1783 году в Боровицах построена была новая деревянная церковь, так как прежняя обветшала. В 1842 году вместо деревянной церкви началось строительство каменного храма, трапеза была окончена и освящена в 1847 году, а главный храм только в 1866 году. Престолов в храме было три: главный во имя Святого Николая Чудотворца, в трапезе теплой во имя святых мучеников Флора и Лавра и святой мученицы Параскевы. В селе Боровицы с 1862 года существовала народная школа, переименованная в 1884 году в церковно-приходскую, учащихся в 1897-98 году было 56 .
В конце XIX — начале XX века село являлось центром Боровицкой волости Гороховецкого уезда.
С 1929 года село являлось центром Боровицкого сельсовета в составе Фоминского района Горьковского края, с 1944 года — в составе Владимирской области. С 1959 года село в составе Польцовского сельсовета Муромского района, с 2005 года — в составе Борисоглебского сельского поселения. 

## Население
| 1859 | 1905 | 1926 | 2002 | 2010 | 2021 |
| ---- | ---- | ---- | ---- | ---- | ---- |
| 274  | ↗605 | ↗756 | ↘92  | ↗108 | ↘47  |

## Достопримечательности
В деревне находится восстанавливаемая Церковь Николая Чудотворца (1866).